# 井島彰英
井島 彰英 (いじま しょうえい、2000年10月29日 - )は、ジャパンラグビーリーグワン日野レッドドルフィンズに所属するラグビー選手。

## プロフィール
- 熊本県出身[1]。
- ポジションはフランカー(FL)、ナンバーエイト(No8)。
- 身長 180 cm、体重 95 kg
- U20日本代表候補に選ばれたことがある[2]。

## 略歴
12歳からラグビーを始めた。
2019年、熊本西高校卒業後、東海大学に入る。
2023年、日野レッドドルフィンズに加入。同年12月9日に行われたJAPAN RUGBY LEAGUE ONE第1節清水建設江東ブルーシャークス戦にて先発出場でリーグワン公式戦初出場を果たした。